# Bufonide
Bufonidele sau broaștele râioase (Bufonidae) sunt o  familie de amfibieni anure fără dinți, cu o piele mai uscată ca la alte broaște, dar cu numeroase veruci și 2 glande parotoide la partea posterioară a capului. Tegumentul secretă substanțe foarte toxice denumite bufotoxine (bufonina, bufotalina etc.) cu acțiune iritantă și somniferă și care pot produce paralizie, respirație îngreunată, vomă, convulsii, oprirea inimii. Veninozitatea tegumentului le face să aibă puțini dușmani. Masculul este mai mic decât femela și posedă organul lui Bidder. În timpul reproducerii masculul cuprinde femela în regiunea axilară (amplex axilar). Bufonidele au o răspândire aproape cosmopolită; lipsesc în Madagascar, în insulele Pacificului de Sud și în Oceania, în Australia, Noua Zeelandă și Noua Guinee. Familia cuprinde 558-568  de specii grupate în 48 de genuri.  În România  și Republica Moldova trăiesc broasca râioasă brună (Bufo bufo) și broasca râioasă verde (Bufo viridis).

## Sistematica
Familia bufonide cuprinde 558-568 de specii grupate în 48 de genuri:
- Adenomus
- Altiphrynoides
- Amazophrynella
- Amietophrynus
- Anaxyrus
- Andinophryne
- Ansonia
- Atelopus
- Bufo
- Bufoides
- Capensibufo
- Churamiti
- Crepidophryne
- Dendrophryniscus
- Didynamipus
- Duttaphrynus
- Epidalea
- Frostius
- Ghatophryne
- Incilius
- Ingerophrynus
- Laurentophryne
- Leptophryne
- Melanophryniscus
- Mertensophryne
- Metaphryniscus
- Nannophryne
- Nectophryne
- Nectophrynoides
- Nimbaphrynoides
- Oreophrynella
- Osornophryne
- Parapelophryne
- Pedostibes
- Pelophryne
- Peltophryne
- Phrynoidis
- Poyntonophrynus
- Pseudepidalea
- Pseudobufo
- Rhaebo
- Rhinella
- Schismaderma
- Truebella
- Vandijkophrynus
- Werneria
- Wolterstorffina
- Xanthophryne